# Svältornas revir
Svältornas revir var ett skogsförvaltningsområde inom Västra överjägmästardistriktet i Älvsborgs län. Det uppdelades 1911 i Marks, Slättbygds och Ulricehamns revir.